# ポール・ガデンヌ
ポール・ガデンヌ（Paul Gadenne, 1907年4月4日 - 1956年5月1日）は、フランスの作家。ノール県アルマンティエール生まれ。

## 生涯と作品
ポール・ガデンヌの一家は、第一次世界大戦によりアルマンティエールからブローニュ＝シュル＝メールに移り、その後1918年にパリに移り住んだ。ガデンヌはパリのリセ・ルイ＝ル＝グランのグランゼコール準備級文学クラスに学び、パリ大学文学部でマルセル・プルーストに関する論文により卒業。1932年にノルマンディー地方のエルブフをはじめとして各地で教職に就く。
1933年に結核に罹り、オート＝サヴォワ県サランシュのプラーズ・クータン療養所で療養生活となった。1941年に最初の小説『シロエ』を刊行。これは自身の闘病体験にもとづき、サナトリウムを舞台にした作品だった。続く『深い町』『大通り』は、詩人の目を通して芸術の創造の謎を描いた。『スヘヴェニンゲンの浜辺』は第二次世界大戦中の戦争協力における、出会い、別れ、罪の意識をテーマにしており、ガデンヌの代表作の一つとなっている。没後1973年に出版された『屋敷町』は、『シロエ』に近いスタイルで書かれているが、都会の地獄での暗黒に向かってのゆっくりとした旅、書くことによる癒しを通しての逃避と自己喪失によって、人生自身でもある文学的彼岸に到達する可能性を描いている。
ガデンヌの短編小説は、没後刊行された短編集Scènes dans le châteauに収められており、また詩集、エッセイ集なども刊行されている。
闘病を続けながら1956年に、ピレネー＝アトランティック県カンボ＝レ＝バンでにて49歳で死去。ガデンヌは隔離生活の中で執筆を続け、彼の作品は読者に多くのことを気づかせる。またガデンヌは、人間の孤独と、彼自身の存在の苦悩を、平易な物語によって重々しく表現することを実現し続けた。
ガデンヌは生前には評価が高かったものの、一般に広く知られる作家ではなかった。第二次世界大戦後のフランス文学における位置付けとしては、ジャック・ベルサニ他『1945年以降のフランス文学』にて、ジャン・ケロール、ルイ＝ルネ・デ・フォレ、イヴ・レニエ、マルグリット・デュラスらの、時間と記憶を重要なテーマとするプルーストの系譜に親近性のある作家とされ、『スヘヴェニンゲンの浜辺』について「感情を抑制して表現したみごとな個所において、愛と友情との、現在と過去との苦痛にみちた対位を繰りひろげる」とも評されている。『ロマン派的魂と夢』で知られるアルベール・ベガンは、ガデンヌの「深淵の感覚」「恐怖と罪の世界」への洞察力から、「ひとつの世代に一人か二人数えられる小説家」と評した。アンリ・ベールは『現代フランス小説』(1955年)の中で、ガデンヌについて、象徴的な表現法と文体を重視しすぎるきらいがあるが、人間の「内面生活」を洞察する独自の深い視線をそなえており、「真に深みのある小説」だとした。
死の数日前に完成したとされる『屋敷町』が、没後17年を経て刊行されると、ル・モンド紙にてベルトラン・ポワロ＝デルペシュが「フランスの『白痴』」と呼ぶなど高い評価を受け、その翌年には『シロエ』が再刊されるなど、再評価が起きた。

## 作品リスト

### 長編小説
- 『シオレ』Siloé, 1941年
- 『黒い風』Le Vent noir, 1947年
- 『深い町』La Rue profonde, 1948年
- 『大通り』L’Avenue, 1949年
- 『スヘヴェニンゲンの浜辺』La Plage de Scheveningen, 1952年（デル・デュカ協会賞受賞）
- 『スティルル家への招き』L’Invitation chez les Stirl, 1955年
- 『屋敷町』Les Hauts-Quartiers, 1973年

### その他
- Baleine, 1982年（短編）
- Scènes dans le château, 1986年（短編集）
- Poèmes, 1983年
- Michel Kohlaas （戯曲）
- À propos du roman, 1983年（エッセイ集）
- La Rupture : Carnets, 1937 - 1940, 1999年
- Le Rescapé : Carnets, novembre 1949 - mars 1951, 1993年
- Une grandeur impossible, 2004年（年代記）

## 注
1. 1 2 3 4  菅野昭正（『集英社版世界の文学24 ユルスナール/ガデンヌ』）